# فاناسترا (أونتاريو)
فاناسترا (بالإنجليزية: Vanastra, Ontario)‏ هي منطقة سكنية تقع في كندا في Huron County.